# Micheal Henry Alloysius
Micheal Henry Alloysius (* 31. Januar 1991 in Onitsha), auch unter dem Namen Michael bekannt, ist ein nigerianischer Fußballspieler.

## Karriere
Micheal Henry Alloysiuss spielte bis Dezember 2012 beim Heartland FC in Owerri in seinem Heimatland Nigeria. 2013 wechselte er zum Sitra Club im bahrainischen Sitra. Hier stand er bis 2014 unter Vertrag. 2015 ging er nach Myanmar, wo er beim Magwe FC unter Vertrag stand. Der Verein aus Magwe spielte in der ersten Liga des Landes, der Myanmar National League. Mit dem Verein gewann er 2017 den MFF Charity Cup. Das Spiel gegen den Yadanarbon FC gewann man mit 3:0. Für Magwe absolvierte er zwanzig Erstligaspiele. Anfang 2018 verpflichtete ihn Ligakonkurrent Hanthawaddy United. Mit dem Verein aus Taungoo spielte er ebenfalls in der ersten Liga. Für Hanthawaddy stand er 21-mal in der ersten Liga auf dem Spielfeld. Ende Februar 2020 ging er zum Indera SC. Mit dem Verein aus Brunei spielte er in der höchsten Liga, der Brunei Super League.

## Erfolge
Magwe FC
- MFF Charity Cup: 2017